# Radiologie numérique

La radiologie numérique permet le stockage et le transfert des données via les réseaux informatiques et la visualisation des clichés sur les écrans d'ordinateurs.

La radiologie numérique est l'ensemble des techniques qui permettent d'obtenir des images radiologiques numérisées.
En radiographie, la numérisation peut se faire :
- en scannant le film qui a été développé suivant la méthode traditionnelle (analogique). Cette technique est importante dans le contexte de l'archivage des clichés.
- en scannant une plaque phosphore réutilisable qui a été marquée par l'image radiologique. On fait référence à ces systèmes en tant que « CR ».
- en utilisant des détecteurs indirectement ou directement sensibles aux rayons-X tels que les détecteurs linéaires fonctionnant avec des lignes de diodes, des détecteurs fonctionnant sur base de caméras CCD ou des panneaux plans utilisant des capteurs CMOS, des galettes de silicium amorphe (@-Si) ou des galettes de sélénium amorphe (@-Se). On parle généralement de « DR ».

En radioscopie, la numérisation se fait en temps réel et seule la troisième méthode est possible. On trouve principalement des systèmes à amplificateur de brillance ou à panneaux plans.
Chaque technique a des spécifications qui lui sont propres et présente des avantages et des inconvénients. Les coûts de fabrication, d'achat et d'utilisation sont également très variables.
De manière générale, par rapport à la radiologie traditionnelle sur film, la radiologie numérique permet :
- de se passer des consommables et des produits chimiques ;
- d'obtenir une meilleure qualité d'image notamment grâce aux possibilités offertes par le filtrage numérique ;
- de donner accès à plus d'information de par la meilleure résolution de contraste (l'œil ne peut voir qu'environ 200 niveaux de gris ; les numérisations s'effectuent sur entre 4000 (12 bits) et 65000 (16 bits) niveaux de gris suivant les appareils qui peuvent être ramenés à des niveaux accessibles l'œil de manière optimisée suivant l'information recherchée) ;
- le stockage et l'envoi des informations via support numérique ;

La radiologie numérique permet des applications de téléradiologie où le médecin qui interprète l'examen est à distance (parfois même dans un autre pays) du lieu où est effectué ce dernier. Des applications de cette technologie sont effectives dans certains hôpitaux des États-Unis où des radiologues, situés en Inde font une première analyse des clichés.
La radiologie numérique est utilisée en médecines humaine et vétérinaire, en dentisterie, en contrôle non destructif et en sécurité où elle a pris le pas sur le film.